# Jovan Dezort

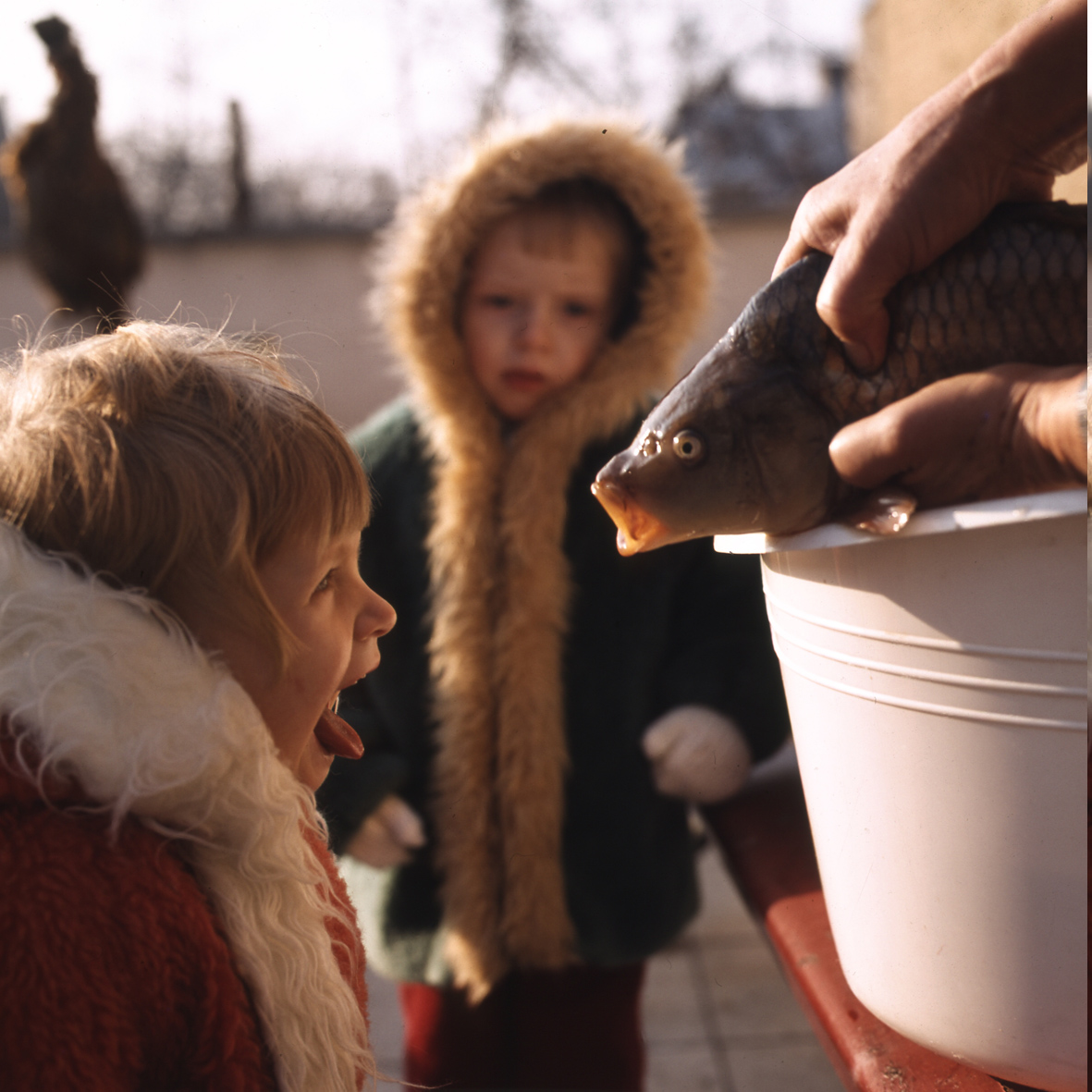
Děti s vánočním kaprem, 1974

Jovan Dezort (* 27. listopadu 1934 Brno) je český novinářský fotograf a výtvarník. Je členem Syndikátu novinářů ČR, Asociace profesionálních fotografů ČR a Czech Travel Press.

## Život a dílo
Narodil se 27. listopadu 1934 v Brně. Dětství prožil v Židlochovicích, kde byl jeho dědeček JUDr. Jan Dezort prvním starostou po osamostatnění republiky (1918–1920). Je vystudovaný fotograf na SPŠG v Praze, vedený profesorem Bohumilem Šťastným v praxi snímání a zpracování obrazu, o historii a teorii fotografie se poučil u profesora Rudolfa Skopce.
Absolvoval v roce 1957 a od té doby zůstal v oboru dlouhých 52 let. Jeho souputníci kolegové na škole byli například Erich Einhorn, zpravodajec Skalski a mnozí jiní, kteří našli uplatnění v tisku, v reportáži, reklamě, dokumentaci i ve filmu. Odborné vedení Střední průmyslové školy grafické v Hellichově ulici poskytovalo speciální školení pro kameramany Československého státního filmu, kteří tu hledali základy fotografické teorie, optiky, laboratorních postupů. V té době totiž byl základ fotografie v chemických a fyzikálních reakcích zpracování světlocitlivého materiálu přirozeně v černobílé senzitometrické škále. Fotografie se považovala za techniku a její funkce okamžitého zobrazení jí byla spíše vytýkána jako mechanická činnost, bez podílu tvořivé myšlenky.
Jovan Dezort měl náročnou průpravu z laboratoře i praxe v Archeologickém ústavu Akademie věd v Brně a odbornost profesionálního fotoreportéra získal potom v Československé tiskové kanceláři v Praze. Agenturní fotografie se zacílenou informační a dokumentární fotografií vyžadovala pohotovost, kázeň, znalost žánru i čitelnost obrazového sdělení. To si Dezort osvojil mimo redakci v kontaktu se známými osobnostmi Karlem Hájkem, vedoucím fotooddělení Klubu fotoreportérů Jiřím Rubličem a mladšími členy Klubu.
Československá fotografie proti jiným disciplínám má velké kulturní i organizační zázemí. V 60. letech tu byly čtyři organizace, v nichž různým způsobem byla rozvíjena odborná činnost. Tři profesní Svazy – výtvarný, žurnalistický, komunální a jeden amatérský, který byl ovšem nejvíce ohrožen ideologicky. Fotokluby existovaly při výrobních závodech. Tradice před první i druhou světovou válkou však amatérským klubům zachovala vlastní tvář. Dokladem aktivity i úrovně české fotografie jsou dobové časopisy, ročenky, portfolia a konečně knihy, z nichž Plickova Praha dosáhla v roce 1939 už milionového nákladu.
Jovan Dezort, kromě školy a praxe v odborných ústavech získal ve svých 26 letech mimořádné uznání při hodnocení týdenní produkce v Klubu fotoreportérů ČTK. Totiž grand Associated Press. Zařadil se mezi profesionální evropské fotožurnalisty a po odchodu z ČTK plnil svými reportážemi a dokumenty stránky ilustrovaných časopisů – Světa v obrazech, Mladého světa, Vlasty a jeho fotografie se objevovaly i v zahraničním tisku – Life, Camera, Herald Tribune ad. Setkal se s osobnostmi naší i světové fotografie. Například s královským reportérem Lordem Snowdonem, šéfredaktorem Vladimírem Rýparem, reprezentanty zahraničních svazů a tiskových agentur. Ostatně z jeho fotografií sami poznáte, s kterými mistry byl v úzkém kontaktu. Například Josefem Sudkem, Karlem Plickou, Leošem Neborem, Miroslavem Huckem, Stanislavem Terebou, Emilem Fafkem, Emilem Pardubským, Erichem Tylínkem, Erichem Einhornem a dalšími. Jubilantova výstava dává nahlédnout šířku Dezortova záběru představení československé kultury a společenského života vůbec v období 45 let. Třebaže výběr několika obrazů nemůže ukázat všechny úhly pohledů, žánry a témata, přece proniká jeho osobitý způsob pojetí moderního výrazového dokumentu či reportáže. U Jovana Dezorta není dokument či report žánrem, ale metodou, která sice zobrazuje aktuální předmětnou skutečnost, ale hledá její fotogenii, náladu, jedinečnost objektu i chvíle, viz portréty Josefa Sudka, Květy Fialové, Jiřiny Šejbalové. Výrazy malířů, spisovatelů, hudebníků, herců. Ještě více se mu podařilo vystihnout tváře a činnosti obyčejných lidí v jejich prostředí.
V agentuře později pracoval v oddělení „feature“, což je označení pro výstižný aktuální, původní literární příspěvek, formovaný do kratičkého příběhu. Tedy s vnucenou či skutečnou fabulí, která blíže ukazuje a navozuje charakter jednání, jeho očekávaný vývoj, nebo osvětluje blíže situace (My dva a pes, Dědkové na lavičce v parku, Čekání u telefonní budky, refýž, Tajné pohledy apod. Nejde o pouhý popis, ale interpretaci situace a tím i její důležitost. Byl si vědom i síly zobrazeného objektu ve spojení s časem, dobou. Například Vietnamská válka s datem nepotřebuje popis. Obraz mluví sám za sebe. Obecně známé se změní v kritický apel s osobním postojem.
Z jeho zahraničních reportáží (Bulharsko, Čína, Francie, Itálie, Jugoslávie, Rumunsko, Anglie, právě dokumenty z vietnamské války v Indočíně (1964–1975) burcovaly svým kritickým a humanistickým pojetím.
Jovan Dezort má ve svém archivu i řadu úsměvných unikátních záběrů dětí z celého světa. Šel tak ve šlépějích velkých dokumentaristů Davida Seymoura, Wernera Bischofa, Williama Eugena Smitha (Malý Číňánek v uniformě na Velké čínské zdi). Zajímavé jsou jeho barevné práce ze 70. let, kdy vedl laboratoř pro barevnou reklamu v REFO a stal se specialistou na ateliérovou studiovou fotografii. Je autorem teoretických statí o barvě ve fotografii. Z ocenění, která získal, je významná Zlatá pečeť v Haagu 1970, hlavní cena MNO Prahy 1973, prémiové ceny soutěží v Praze, Moskvě v roce 1977 a další.
Svou fotografickou profesi přenesl Jovan Dezort i do soukromého rodinného života. Jako jeden z mála reportérů má živou kolekci obrázků z domova. Oblast tvorby, která bývá skrytá, je pozoruhodná právě tím, že příběhy jsou řazené v čase. Nejsou to jen pouhé záznamy, ale prožitky. Vlastně moderní žánr, který by stál za vystavení.
Říká se, že fotografie v sobě uzavírá svět (Roland Barthes) jiným způsobem než malířské zpodobení. A také je blíže současnému životu. Jovan Dezort své dokumenty prožívá. Drží se téze, že myšlenka dává objektivní pravdě subjektivní smysl. A to je vlastně už umělecká reflexe autora. Protiklad reálu a fantazie vytváří novou jednotu. Poznání je vytváření nových významů a to je tvorba.
Jovan Dezort této tvorbě věnoval kus života a nyní o tom vydává svědectví a ukazuje, že je svůj.
Byl ženatý od roku 1967, jeho manželka Mgr. Věnceslava Dezortová (1944–2018) pracovala jako redaktorka a spisovatelka. Společně mají dvě děti – dvojčata Moniku a Romana (1970). V letech 1953 až 1957 studoval obor fotografie na Střední průmyslové škole grafické v Hellichově ulici v Praze, pak absolvoval vojenskou službu a v letech 1960–1975 působil jako redaktor a fotoreportér ČTK. V období 1975–1981 pracoval jako fotoreportér časopisu Vlasta a v letech 1981–1983 jako fotoreportér časopisu Svět práce. Od roku 1984 působí jako samostatný fotograf.

## Fotografická kariéra
Fotografoval v Číně, SSSR, Egyptě, Thajsku nebo ve Vietnamu. Velké světové události a státníci ho příliš nelákají. Raději se prochází vedlejšími uličkami velkoměst, fascinuje ho třeba jedna tvář v bezejmenném davu, stará žebračka, nebo smějící se dítě. Jako agenturní fotoreportér vyhledává protiklady a pozadí, zprostředkovává stav věcí a situací v komplexnosti. Geniálně portrétoval významné osobnosti z celého světa, například dirigenta Herberta von Karajana. Avšak více než známé osobnosti ho oslovily tváře z anonymního davu, například chlapec, který se snaží porozumět smyslu sochy v muzeu nebo půvabná žena ze severního Vietnamu, která hledá pomoc při bombovém útoku. V severním Vietnamu zažil roku 1968 dobu nejhorších leteckých náletů na Hanoj. Přesto ani jeho drastické a brutální záběry z tohoto válkou ohroženého města nepřinášejí povrchní agitaci. Zobrazují život dětí, vyrůstajících ve válce, pro něž jsou vražedné události každodenní realitou. Hledají ochranu v krytech a hrobech a přesto mají chuť a čas ke hrám. Právě nevtíravost jeho vietnamských reportáží konfrontuje pozorovatele s brutální realitou a nesmyslností války vůbec. Je to svědectví toho, jak Jovan Dezort dokáže prostřednictvím jedné konkrétní události přinést univerzální poselství. Pokud fotografoval válku, tak angažovaně, nikoli agitátorsky a svými snímky z Vietnamu zobecňoval nesmyslnost války. Dokumentoval například, jak bombardování v Hanoji v roce 1968 je pro mladou Vietnamku, děti v krytech nebo v poškozeném kostele děsivou skutečností, která je součástí jejich každodenního života.
Okruh své reportážní činnosti rozšířil na užitou, módní a reklamní fotografii. Charakteristickým rysem jeho snímků vždy byla přirozenost a bezprostřednost při zachycování života lidí, což mu vyneslo řadu cen a uznání v domácích i mezinárodních soutěžích. Získal například Zlatou pečeť na prestižním World Press Photo (Haag, 1970) a cenu v mezinárodní soutěži Puls planety (1970). Mimořádným úspěchem byla Hlavní cena v celosvětové soutěži MON Mír Vietnamu (1973) za soubor fotografií pořízených v této zemi v době války. K jeho zálibám patří fotografování kulturních událostí a osobností. V ČTK začal pravidelně fotografovat mj. festival Pražské jaro (zachytil průběh 25 ročníků) a jazzové festivaly. Pro Československý rozhlas zdokumentoval 30 ročníků mezinárodní soutěže mladých hudebníků Concertino Praga. Ve svém archivu má mnoho slavných osobností z různých oblastí.
Podílel se fotograficky na mnoha kalendářích, propagačních materiálech knihách, např. Věnceslavy Dezortové: Za dveřmi domova (Petrklíč), Šlo jim o život (Mladá fronta), Karel Hála – Mistr swingu, Václav Hybš – Legenda populární hudby (obojí Brána).
Stále(rok 2012) publikuje v novinách a časopisech.
Dne 9. března 2015 se stal Osobností české fotografie za rok 2014. Cenu mu udělila Asociace profesionálních fotografů ČR. Nominováno bylo 12 kandidátů, ze kterých vybírala desetičlenná odborná porota v čele s fotografem Jiřím Všetečkou. U Jovana Dezorta byl vyzdvižen počin retrospektivní výstavy na Staroměstské radnici v roce 2014. Obdobné ocenění se udílí od roku 2003.

## Výstavy
Seznam samostatných výstav:
- 1970 – Vietnam v boji za svobodu, Praha
- 1970 – Concertino Praga, Jindřichův Hradec
- 1973 – Život ve Vietnamu, Praha
- 1973 – Concertino Praga, Jindřichův Hradec
- 1976 – Concertino Praga, Jindřichův Hradec
- 1978 – 10 let Jihočeského festivalu Concertino Praga ve fotografiích Jovana Dezorta, Jindřichův Hradec
- 1984 – Concertino Praga ve fotografiích Jovana Dezorta, České Budějovice
- 1985 – Dvacet let Concertina Praga, Praha
- 1988 – Concertino Praga, České Budějovice
- 2001 – Fotografie z konce století (osobnosti, reportáže), chodba Mánesu, Praha
- 2006 – Letmá setkání (české osobnosti současnosti), Luxor, Praha
- 2006 – 40 let Concertina Praga, Jindřichův Hradec
- 2007 – Celebrity, Komorní galerie Josefa Sudka, Praha
- 2008 – Osobnosti, Ovocný bar, Praha
- 2009 – Život kolem nás, Galerie PRE, Praha
- 2009 – Praha ve víru času, Skopje, Makedonie
- 2009 – Hudební osobnosti, kostel sv. Šimona a Judy, Praha
- 2011 – Zmizelé Židlochovice (1945 – 1995), Židlochovice
- 2012 – Praha a lidé před 50 lety, Staroměstská radnice, Praha
- 2013 – Praha v zimě před 50 lety, Galerie Evy Jandejskové, Praha
- 2013 – Praha a lidé před 50 lety II., Husova knihovna, Praha
- 2013 – Koloběh života – Minulé století, Galerie U Zlatého kohouta, Praha
- 2014 – Co odnesl čas (1954 – 2014), Staroměstská radnice, Praha
- 2015 – Československo 50. a 60. let, Orbis Centrum (Czech Tourism),Praha
- 2015 – Fotoreportéři z archivu fotografa J.Dezorta, Syndikát novinářů, Praha
- 2015 – Jovan Dezort: Doma v Židlochovicích, Galerie Orlovna, Židlochovice
- 2015 – 70 let festivalu Pražské jaro – snímky Jovana Dezorta a Zdeňka Chrapka, Rudolfinum, Praha
- 2016 – Co odnesl čas a snímky z historie Jihočeského festivalu Concertino Praga, Muzeum fotografie a moderních obrazových médií, Jindřichův Hradec
- 2016 – Praha minulého století, Novotného lávka 5 v 1. patře ČSVTS, Praha
- 2018 – Praha a osobnosti 20. století, Novotného lávka 5 v 1. patře ČSVTS, Praha
- 30. 10. 2019 – 13. 6. 2020 – Objektivem fotografa Jovana Dezorta, Muzeum hlavního města Prahy, Praha, kurátorka: Kateřina Bečková[3]
- 26. 6. 2020 – 30. 8. 2020 – Jovan Dezort – Objektivem fotografa, Regionální muzeum v Jílovém u Prahy

Dále se účastnil mnoha společných výstav, například:
- 2013 – Svět Josefa Sudka, Praha, Strahovský klášter
- 2015 – Češi ve Vietnamu – Vietnam v Čechách, FF UK, Praha
- 2018 – Sovětská invaze – srpen 1968, Staroměstská radnice, Praha